# Viktoras Biržiška
Viktoras Biržiška (Viekšniai, 23 de febrero de 1886-Chicago, 27 de enero de 1964) fue un matemático, ingeniero, periodista y enciclopedista lituano de origen noble.

## Biografía
Viktoras nació en el seno de una familia noble. Fue hijo de Antanas y Elžbieta Biržiska y hermano menor de Mykolas y Vaclovas, todos los cuales contribuyeron significativamente al renacimiento nacional de Lituania.
Estudió matemáticas e ingeniería en la Universidad de San Petersburgo, en Rusia, entre 1904 y 1908; y posteriormente en el Instituto Tecnológico Estatal de San Petersburgo entre 1908 y 1914.
Tras completar sus estudios, fue nombrado director de una fábrica de municiones en San Petersburgo entre 1914 y 1920. Fue encarcelado por los bolcheviques y solamente regresó a Lituania tras un intercambio de prisioneros. Una vez en Vilna, impartió clases en el Gimnasio (instituto de secundaria) Vytautas Magnus, trabajó con el Comité para la Liberación de Vilna y editó periódicos lituanos en polaco y en ruso. Como consecuencia de sus actividades, fue detenido por traición por las autoridades polacas el 5 de febrero de 1922. Iba a ser fusilado, pero, mediante la intervención de la Liga de las Naciones, fue exiliado junto con su hermano Mykolas Biržiška y otros treinta y un lituanos y bielorrusos. Sus actividades en Vilna entre 1920 y 1922 y su conflicto con las autoridades polacas fueron temas reflejados en su libro Neužgijusios žaizdos (Heridas abiertas, 1936, reeditado en 1967).
Fue profesor de matemáticas y director del Seminario de Matemáticas de la Universidad Vytautas Magnus, y posteriormente entre 1940 y 1944 en la Universidad de Vilna. Cuando el Ejército Rojo reocupó Lituania en 1944, Biržiška se exilió al oeste. Fue profesor en la Universidad del Báltico, fundada en Hamburgo, y más tarde se trasladó a Pinneberg, también en Alemania. En 1950, emigró a los Estados Unidos, y permaneció en Chicago hasta su fallecimiento.

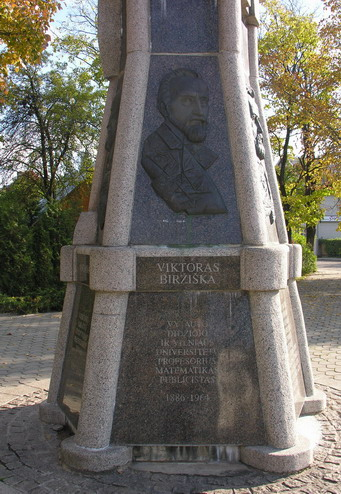
Monumento en honor a los tres hermanos Biržiška construido en Viekšniai. En la imagen se muestra a Viktoras Biržiška.

## Publicaciones
Viktoras Biržiška publicó más de treinta obras científicas y libros de texto en lituano, polaco y ruso, así como unos 300 artículos en enciclopedias y publicaciones periódicas, en su mayor parte en lituano.

### Obras matemáticas
- Introducción a la teoría de funciones, Kaunas 1926
- Cálculo integral, Kaunas, 1928
- Teoría de la probabilidad matemática, Kaunas 1930
- Existencia de derivadas generalizadas, Revista Kosmos, Kaunas 1932
- Función. Kaunas, 1934
- Teoría de números. Vilna/Viena, 1940-1944, 2 vols.

### Memorias
- San Petersburg durante la Revolución bolchevique, Gyventų Dienų Prisiminimai
- La lucha por Vilna en Neužgijusios Žaizdos (Heridas abiertas), 1936, 2.ª ed. 1967
- Vol. 3 de Del Mūsų Sostinės, (Por nuestra capital)  Memoria de Mykolas Biržiška de la ocupación polaca de Vilna

- Esta obra contiene una traducción  derivada de «Viktoras Biržiška» de Wikipedia en inglés, publicada por sus editores bajo la Licencia de documentación libre de GNU y la Licencia Creative Commons Atribución-CompartirIgual 4.0 Internacional.

- Datos: Q7929895